# Argostemma aequifolium
Argostemma aequifolium är en måreväxtart som beskrevs av Henry Nicholas Ridley. Argostemma aequifolium ingår i släktet Argostemma och familjen måreväxter.

## Underarter
Arten delas in i följande underarter:
- A. a. aequifolium
- A. a. albociliatum